# British Olympic Association
Die British Olympic Association (BOA) ist das Nationale Olympische Komitee des Vereinigten Königreiches von Großbritannien und Nordirland und repräsentiert die olympische Bewegung in diesem Land. Das Team tritt traditionell unter der Bezeichnung „Großbritannien“ an.
Gegründet wurde die BOA am 24. Mai 1905 während einer Sitzung im House of Commons. Die Vereinigung bestand damals aus Vertretern von neun Sportarten: Bogenschießen, Fechten, Fußball, Leichtathletik, Radsport, Rollsport, Rudern, Rugby und Wasserrettung. Die erste Herausforderung war die Organisation der Olympischen Sommerspiele 1908 in London, die die Briten kurzfristig für Rom übernommen hatten.
Heute gehören der BOA die britischen Verbände aller olympischer Sportarten an. Die BOA unterstützte das Organisationskomitee der Olympischen Sommerspiele 1948 und der Olympischen Sommerspiele 2012.

## Organisation
Jeder Verband, der eine olympische Sportart repräsentiert, entsendet einen gewählten Vertreter. Diese bilden zusammen das Nationale Olympische Komitee, das Legislativorgan der BOA. Es kommt dreimal jährlich zu einer Sitzung zusammen. Das Komitee wählt einen Präsidenten, einen Vorsitzenden und zwei Vize-Vorsitzende, jeweils für eine Amtszeit von vier Jahren.
- Präsidentin: Prinzessin Anne
- Vorsitzender: Sebastian Coe (seit 2012)
- Vizevorsitzende: Albert Woods, John James